# Mala Vasîlivka, Bârzula
Mala Vasîlivka (în ucraineană Мала Василівка) este un sat în comuna Liubașivka din raionul Bârzula, regiunea Odesa, Ucraina.

## Demografie
Componența lingvistică a localității Mala Vasîlivka
     Ucraineană (96,03%)
     Română (2,98%)
     Alte limbi (0,99%)
Conform recensământului din 2001, majoritatea populației localității Mala Vasîlivka era vorbitoare de ucraineană (96,03%), existând în minoritate și vorbitori de română (2,98%).